# Harold Wethey
Harold Edwin Wethey (Port Byron, 1902 - Ann Arbor, 22 de setembre de 1984) va ser un destacat historiador de l'art estatunidenc, especialista en la vida i obra de El Greco.
Va ser professor a la Universitat de Washington i a la Universitat Harvard, on va rebre el seu doctorat. A la Universitat de Michigan va ser nomenat conseller del departament de belles arts.
Entre els seus més destacats treballs acadèmics es troben Colonial Architecture and Sculpture in Peru, El Greco and His School (dos volums), Alonso Cano: a study of the 17th century Spanish painter i tres volums sobre Ticià. També va contribuir amb tres articles a l'Enciclopèdia Britànica: «El Greco», «Ticià» e «Història de l'arquitectura occidental».
Com estudiós de El Greco, va publicar el 1962 El Greco and His School, obra que va tenir un gran impacte als cercles acadèmics de tot el món. També va contribuir a crear un ampli catàleg raonat d'obres del pintor, que anys més tard ampliaria José Álvarez Lopera.